# Kontribution
Kontribution (von lateinisch contribuere, wörtlich „in einzelnen Teilen zusammenbringen“, „beisteuern“) bedeutet im modernen Sprachgebrauch die Zwangserhebung von Geldbeträgen im feindlichen Gebiet durch Besatzungstruppen. Requisitionen beziehen sich dagegen auf Gegenstände, speziell zur Verpflegung.
Die Kontribution als geordneteres Mittel der Kriegsführung löste die bis ins 18. Jahrhundert zuvor üblichen Kriegsbräuche des Plünderns und der Brandschatzung ab. Ungeachtet dessen wurde sie anfänglich als Äquivalent zur Brandschatzung, also der Androhung des Niederbrennens mit dem Ziel der Erpressung von Geldzahlungen, sowie allgemein als Freikaufen von Verheerungen sonstiger Art, durch Plünderungen etc., verstanden. Später wurde ihr der Sinngehalt einer vom Oberkommando einer feindlichen Armee den Gemeinden oder den Einwohnern an Stelle von Steuern oder Naturalleistungen oder zur Strafe auferlegten Kriegsabgabe beigegeben. Die Kontribution durfte nur durch schriftlichen Befehl des Armee-Oberkommandos oder eines kommandierenden Generals aufgebracht werden und musste gegen Quittung („Kontributionsschein“) durchgeführt werden. Als Kontributionen bezeichnet man auch Gelder, die einem besiegten Feind vom Sieger beim Friedensschluss insbesondere zur Deckung der Kriegskosten auferlegt werden.
1899 wurde die Kontributionserhebung durch die Haager Landkriegsordnung völkerrechtlich verbindlich weiteren Voraussetzungen unterworfen. Im modernen Kriegsvölkerrecht gelten Kontributionen als unzulässig.

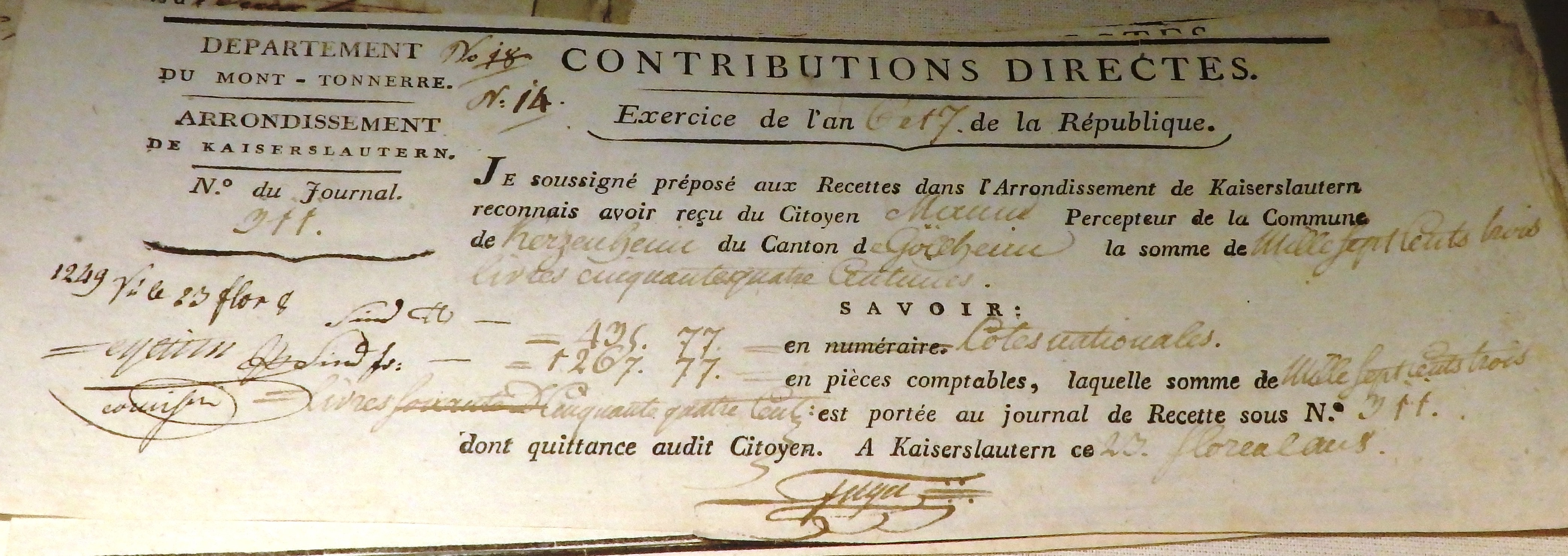
Kontributionsschein von 1798 und 1799, Arrondissement Kaiserslautern

Napoleon Bonaparte forderte von besiegten bzw. besetzten Gebieten hohe Kontributionszahlungen. Über das Beschlagnahmen von Geld und Gold hinaus zwang er Gebietskörperschaften auch, sich zur Zahlung von Kontributionen zu verschulden. Siehe z. B. Frieden von Tilsit; das franko-preußische Abkommen (1807).
Im Ersten Weltkrieg besetzten die Deutschen das Département Pas-de-Calais. Ein Franzose schreibt (übersetzt):

„In den ersten Wochen der Besetzung teilten auch die Städte des Kohlebeckens das Schicksal der meisten besetzten Gebiete: Sie mussten Geldstrafen an die deutsche Militärbehörde zahlen, die als Kriegsbeitrag galten. Diese häufig sehr hohen Besteuerungen wurden während der gesamten Besetzungszeit regelmäßig verhängt. Die Stadt Lens zum Beispiel musste dem Besatzer 1915 eine Summe von 9000 Francs pro Trimester zahlen. Die Bergbaugesellschaften wurden auch ‚besteuert‘.

Die Gesellschaft von Courrières musste zum Beispiel den deutschen Behörden ein Strafgeld von 6 Mio. Francs zahlen. Die Zivilbevölkerung musste sich ebenso zahlreichen Bestimmungen beugen, die durch die Ortskommandanturen festgesetzt worden waren – unter Androhung von einer einfachen Geldstrafe bis hin zur Todesstrafe.“

1914 besetzten deutsche Truppen Belgien (es blieb bis November 1918 besetzt). Deutschland forderte von Belgien folgende Kriegskontributionen:
- Dezember 1914 bis November 1916 monatlich 40 Mio. Francs,
- Dezember 1916 bis Mai 1917 monatlich 50 Mio. Francs,
- Juni 1917 bis November 1918 monatlich 60 Mio. Francs (die Novemberrate 1918 wurde nicht mehr gezahlt).[4]

## Ältere Bedeutung
In der frühen Neuzeit wurden verschiedene Arten von Sondersteuern als „Kontribution“ bezeichnet, die die Fürsten von ihren Landständen verlangten, vorwiegend zur Finanzierung militärischer Belange. Den zu den landesherrlichen Kammergütern gerechneten Städten und geistlichen Stiften konnten Kontributionen ohne deren ausdrückliche Zustimmung auferlegt werden. In Brandenburg-Preußen wurde die Grundsteuer Kontribution genannt.